# Каннобіо
Каннобіо (італ. Cannobio, п'єм. Caneubi) — муніципалітет в Італії, у регіоні П'ємонт,  провінція Вербано-Кузіо-Оссола.
Каннобіо розташоване на відстані близько 560 км на північний захід від Рима, 140 км на північний схід від Турина, 20 км на північний схід від Вербанії.

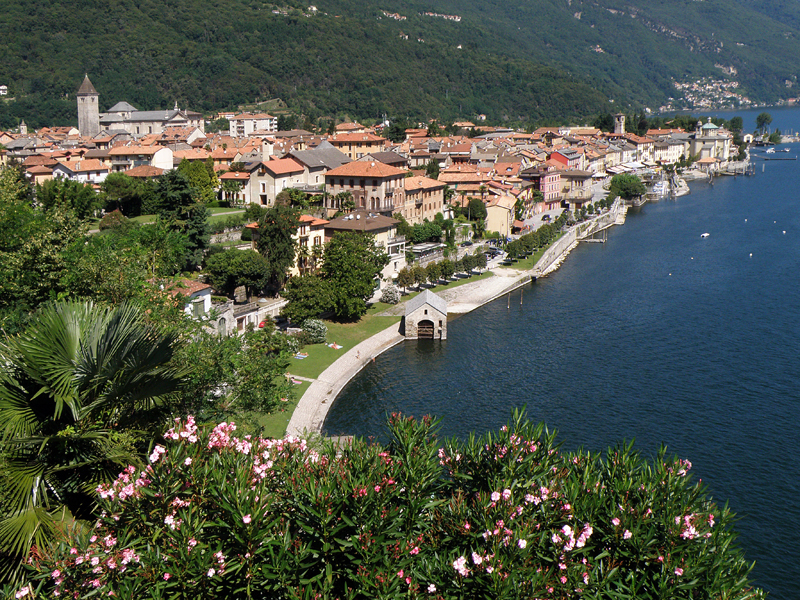

Населення — 5203 особи (2014).
Покровитель — Festa della SS Pietà (8 gennaio).

## Демографія
Населення за роками:

Станом на 1 січня 2023 року в муніципалітеті офіційно проживало 308 іноземців з 46 країн, серед них 90 громадян країн Євросоюзу та 36 громадян України.

## Сусідні муніципалітети
- Бриссаго
- Каннеро-Рив'єра
- Кавальйо-Спочча
- Фальмента
- Луїно
- Макканьо-кон-Піно-е-Веддаска
- Паланьєдра
- Трарего-Віджона
- Тронцано-Лаго-Маджоре